# Ali Abdelwahab
Pour les articles homonymes, voir Abdelwahab.
Ali Abdelwahab, de son vrai nom Khelil Ben Lazhar, né le 9 juin 1938 à Tozeur, est un réalisateur et producteur de cinéma tunisien.
Autodidacte, il s'intéresse au théâtre dès son jeune âge en participant à la troupe El Yenboua de Tabaï Azouzi à Tozeur.
Puis, après avoir obtenu le diplôme zitounien appelé tahsil, il fonde à Tunis sa propre troupe, La Renaissance du théâtre, en 1960. Il obtient le prix Ali Belhaouane pour la pièce Hadda et les ennemis de la révolution en 1965. 
Entre-temps, il assiste certains réalisateurs de cinéma, ce qui l'amène à fonder sa propre société de production, la Société Faïza, du nom de sa femme l'actrice Zohra Faïza, et produit son seul long métrage : Om Abbes.

## Filmographie

### Réalisateur et producteur
- 1970 : Om Abbes

### Assistant réalisateur
- 1959 : Goha (Jacques Baratier)
- 1968 : Le Rebelle (Omar Khlifi)
- 1971 : Le Désert de feu (Renzo Merusi)